# Бібрська міська рада
| Бібрська міська рада — орган місцевого самоврядування у Львівському районі, Львівської області з адміністративним центром у м. Бібрка. Водоймища на території, підпорядкованій даній раді: річка Боберка. Міській раді підпорядковані населені пункти: |

## Склад ради
Рада складається з 22 депутатів та голови.

### Керівний склад ради
| ПІБ                      | Основні відомості                                   | Дата обрання | Дата звільнення |
| ------------------------ | --------------------------------------------------- | ------------ | --------------- |
| Гринус Роман Ярославович | Міський голова, 1969 року народження, позапартійний | 25.10.2015   |                 |
|                          |                                                     |              |                 |

Примітка: таблиця складена за даними джерела